# Campeonato da NACAC de Atletismo Sub-23 de 2014 - Resultados
Esses foram os resultados do Campeonato da NACAC de Atletismo Sub-23 de 2014 que ocorreram de 8 a 10 de agosto de 2014, no Estádio Hillsid, em Kamloops, no Canadá. Contou com a presença de 197 atletas de 19 nacionalidades distribuídos em 44 provas.

## Resultado masculino

### 100 metros
| Posição | Bateria | Atleta             | Nacionalidade     | Tempo   | Notas |
| ------- | ------- | ------------------ | ----------------- | ------- | ----- |
| 1       | 2       | Trevorvano Mackey  | Bahamas           | 10.21 w | Q     |
| 2       | 1       | Diondre Batson     | Estados Unidos    | 10.30 w | Q     |
| 3       | 2       | Julius Morris      | Monserrate        | 10.31 w | Q     |
| 4       | 2       | Antwan Wright      | Estados Unidos    | 10.32 w | Q     |
| 5       | 1       | Tyquendo Tracey    | Jamaica           | 10.34 w | Q     |
| 6       | 2       | Kwisi McFarlane    | Jamaica           | 10.39 w | q     |
| 7       | 2       | Juan Carlos Alanis | México            | 10.47 w | q     |
| 8       | 2       | Carlos Rodríguez   | Porto Rico        | 10.49 w |       |
| 9       | 1       | Benjamin Williams  | Canadá            | 10.54 w | Q     |
| 10      | 1       | Moriba Morain      | Trinidad e Tobago | 10.57 w |       |
| 11      | 1       | Lester Ryan        | Monserrate        | 10.66 w |       |
| 12      | 1       | Kemner Watson      | Costa Rica        | 10.92 w |       |

| Posição           | Atleta             | Nacionalidade  | Tempo | Notas |
| ----------------- | ------------------ | -------------- | ----- | ----- |
| Medalha de ouro   | Diondre Batson     | Estados Unidos | 10.08 |       |
| Medalha de prata  | Tyquendo Tracey    | Jamaica        | 10.21 |       |
| Medalha de bronze | Trevorvano Mackey  | Bahamas        | 10.30 |       |
| 4                 | Julius Morris      | Monserrate     | 10.41 |       |
| 5                 | Antwan Wright      | Estados Unidos | 10.44 |       |
| 6                 | Benjamin Williams  | Canadá         | 10.46 |       |
| 7                 | Kwisi McFarlane    | Jamaica        | 10.49 |       |
| 8                 | Juan Carlos Alanis | México         | 10.54 |       |

### 200 metros
Final – 10 de agosto – Vento: +1.5 m/s
| Posição           | Atleta            | Nacionalidade  | Tempo | Notas            |
| ----------------- | ----------------- | -------------- | ----- | ---------------- |
| Medalha de ouro   | Remonty McClain   | Estados Unidos | 20.32 |                  |
| Medalha de prata  | Trevorvano Mackey | Bahamas        | 20.46 |                  |
| Medalha de bronze | Everton Clarke    | Jamaica        | 20.51 |                  |
| 4                 | Julius Morris     | Monserrate     | 20.52 | Recorde nacional |
| 5                 | Aaron Ernest      | Estados Unidos | 20.81 |                  |
| 6                 | Drelan Bramwell   | Canadá         | 21.07 |                  |
| 7                 | Benjamin Williams | Canadá         | 21.15 |                  |
| 8                 | Nicholas Deshong  | Barbados       | 21.24 |                  |

### 400 metros
| Posição | Bateria | Atleta               | Nacionalidade         | Tempo | Notas |
| ------- | ------- | -------------------- | --------------------- | ----- | ----- |
| 1       | 2       | Bralon Taplin        | Granada               | 45.64 | Q     |
| 2       | 2       | Vernon Norwood       | Estados Unidos        | 45.65 | Q     |
| 3       | 1       | Brycen Spratling     | Estados Unidos        | 46.37 | Q     |
| 4       | 2       | Benjamin Ayesu-Attah | Canadá                | 47.10 | Q     |
| 5       | 1       | Burkheart Ellis      | Barbados              | 47.28 | Q     |
| 6       | 2       | Lestrod Roland       | São Cristóvão e Neves | 47.25 | q     |
| 7       | 2       | Kavoy Nelson         | Jamaica               | 47.31 | q     |
| 8       | 1       | Nathan George        | Canadá                | 47.41 | Q     |
| 9       | 1       | Marzel Miller        | Jamaica               | 48.40 |       |
| 10      | 2       | Denovan Hernández    | Costa Rica            | 48.65 |       |
| 11      | 1       | César Vásquez        | Costa Rica            | 49.13 |       |

| Posição           | Atleta               | Nacionalidade         | Tempo | Notas |
| ----------------- | -------------------- | --------------------- | ----- | ----- |
| Medalha de ouro   | Brycen Spratling     | Estados Unidos        | 45.18 |       |
| Medalha de prata  | Bralon Taplin        | Granada               | 45.52 |       |
| Medalha de bronze | Vernon Norwood       | Estados Unidos        | 45.56 |       |
| 4                 | Benjamin Ayesu-Attah | Canadá                | 47.06 |       |
| 5                 | Burkheart Ellis      | Barbados              | 47.10 |       |
| 6                 | Nathan George        | Canadá                | 47.21 |       |
| 7                 | Lestrod Roland       | São Cristóvão e Neves | 47.79 |       |
| 8                 | Kavoy Nelson         | Jamaica               | 50.38 |       |

### 800 metros
| Posição | Bateria | Atleta                | Nacionalidade            | Tempo   | Notas |
| ------- | ------- | --------------------- | ------------------------ | ------- | ----- |
| 1       | 2       | Alexis Sotelo         | México                   | 1:52.13 | Q     |
| 2       | 1       | Tyler Smith           | Canadá                   | 1:52.75 | Q     |
| 3       | 2       | Christopher Low       | Estados Unidos           | 1:52.86 | Q     |
| 4       | 2       | Thomas Riva           | Canadá                   | 1:52.90 | Q     |
| 5       | 2       | David Hodgson         | Costa Rica               | 1:53.00 | q     |
| 6       | 2       | Mark London           | Trinidad e Tobago        | 1:53.02 | q     |
| 7       | 1       | Bryan Martínez        | México                   | 1:53.10 | Q     |
| 8       | 1       | Drew Windle           | Estados Unidos           | 1:54.83 | Q     |
| 9       | 1       | Víctor Emilio Ortíz   | Costa Rica               | 1:57.06 |       |
| 10      | 1       | Alexshandro Rodriguez | Ilhas Virgens Americanas | 1:59.74 |       |

| Posição           | Atleta          | Nacionalidade     | Tempo   | Notas |
| ----------------- | --------------- | ----------------- | ------- | ----- |
| Medalha de ouro   | Bryan Martínez  | México            | 1:47.90 |       |
| Medalha de prata  | Thomas Riva     | Canadá            | 1:48.19 |       |
| Medalha de bronze | Christopher Low | Estados Unidos    | 1:48.46 |       |
| 4                 | Tyler Smith     | Canadá            | 1:49.51 |       |
| 5                 | Drew Windle     | Estados Unidos    | 1:51.62 |       |
| 6                 | Alexis Sotelo   | México            | 1:51.85 |       |
| 7                 | Mark London     | Trinidad e Tobago | 1:52.87 |       |
| 8                 | David Hodgson   | Costa Rica        | 1:53.58 |       |

### 1.500 metros
Final – 8 de agosto
| Posição           | Atleta              | Nacionalidade  | Tempo   | Notas |
| ----------------- | ------------------- | -------------- | ------- | ----- |
| Medalha de ouro   | Matthew Hillenbrand | Estados Unidos | 3:54.85 |       |
| Medalha de prata  | Connor Darlington   | Canadá         | 3:55.36 |       |
| Medalha de bronze | Edgar Alan García   | México         | 3:55.67 |       |
| 4                 | Trey Simons         | Bermudas       | 3:58.83 |       |

### 5.000 metros
Final – 9 de agosto
| Posição           | Atleta               | Nacionalidade        | Tempo    | Notas |
| ----------------- | -------------------- | -------------------- | -------- | ----- |
| Medalha de ouro   | Edgar Alan García    | México               | 14:35.00 |       |
| Medalha de prata  | Christopher Bendtsen | Estados Unidos       | 15:17.80 |       |
| Medalha de bronze | Juan Francisco Félix | República Dominicana | 15:39.41 |       |

### 10.000 metros
Final – 8 de agosto
| Posição           | Atleta               | Nacionalidade  | Tempo    | Notas |
| ----------------- | -------------------- | -------------- | -------- | ----- |
| Medalha de ouro   | Christopher Bendtsen | Estados Unidos | 31:43.37 |       |
| Medalha de prata  | Christopher Enriquez | Estados Unidos | 31:47.77 |       |
| Medalha de bronze | Kenneth Robles       | Costa Rica     | 33:51.53 |       |

### 110 metros barreiras
Final – 9 de agosto – Vento: +2.1 m/s
| Posição           | Atleta                 | Nacionalidade            | Tempo   | Notas |
| ----------------- | ---------------------- | ------------------------ | ------- | ----- |
| Medalha de ouro   | Eddie Lovett           | Ilhas Virgens Americanas | 13.39 w |       |
| Medalha de prata  | Vincent Wyatt          | Estados Unidos           | 13.55 w |       |
| Medalha de bronze | Gregory MacNeill       | Canadá                   | 13.83 w |       |
| 4                 | Freddie Crittenden     | Estados Unidos           | 13.89 w |       |
| 5                 | Stefan Fennell         | Jamaica                  | 14.22 w |       |
| 6                 | Jonathan Santiago      | Porto Rico               | 14.50 w |       |
| 7                 | César Humberto Ramírez | México                   | 14.54 w |       |

### 400 metros barreiras
Final – 10 de agosto
| Posição           | Atleta          | Nacionalidade  | Tempo | Notas       |
| ----------------- | --------------- | -------------- | ----- | ----------- |
| Medalha de ouro   | Trevor Brown    | Estados Unidos | 49.92 |             |
| Medalha de prata  | Michael Stigler | Estados Unidos | 49.98 | Aviso 162.5 |
| Medalha de bronze | Gerald Drummond | Costa Rica     | 51.05 |             |
| 4                 | Andre Clarke    | Jamaica        | 51.73 |             |

### 3.000 metros com obstáculos
Final – 10 de agosto
| Posição           | Atleta               | Nacionalidade        | Tempo   | Notas |
| ----------------- | -------------------- | -------------------- | ------- | ----- |
| Medalha de ouro   | Christopher Dulhanty | Canadá               | 8:56.60 |       |
| Medalha de prata  | Mason Ferlic         | Estados Unidos       | 9:04.78 |       |
| Medalha de bronze | Edward Owens         | Estados Unidos       | 9:18.87 |       |
| 4                 | Juan Francisco Félix | República Dominicana | 9:20.08 |       |
| 5                 | Luis López Rivera    | Porto Rico           | 9:31.86 |       |

### Revezamento 4x100 m
Final – 9 de agosto
| Posição           | Nacionalidade  | Atletas                                                         | Tempo | Notas |
| ----------------- | -------------- | --------------------------------------------------------------- | ----- | ----- |
| Medalha de ouro   | Estados Unidos | Remonty McClain Aaron Ernest Christopher Royster Diondre Batson | 38.47 |       |
| Medalha de prata  | Jamaica        | Kwisi McFarlane Tyquendo Tracey Everton Clarke Jazeel Murphy    | 38.78 |       |
| Medalha de bronze | Canadá         | Drelan Bramwell Benjamin Williams Gregory MacNeill James Linde  | 39.89 |       |

### Revezamento 4x400 m
Final – 10 de agosto
| Posição           | Nacionalidade  | Atletas                                                           | Tempo   | Notas |
| ----------------- | -------------- | ----------------------------------------------------------------- | ------- | ----- |
| Medalha de ouro   | Estados Unidos | Najee Glass Brycen Spratling Akeem Alexander Vernon Norwood       | 3:04.34 |       |
| Medalha de prata  | Canadá         | Nathan George Devin Biocchi Gregory MacNeill Benjamin Ayesu-Attah | 3:08.78 |       |
| Medalha de bronze | Costa Rica     | Jocksan Morales César Vásquez Denovan Hernández Gerald Drummond   | 3:14.29 |       |
| 4                 | Jamaica        | Marzel Miller Kavoy Nelson Andre Clarke Everton Clarke            | 3:14.66 |       |

### 20 km marcha atlética
Final – 10 de agosto
| Posição           | Atleta           | Nacionalidade  | Tempo      | Notas |
| ----------------- | ---------------- | -------------- | ---------- | ----- |
| Medalha de ouro   | Benjamin Thorne  | Canadá         | 1:29:08.64 |       |
| Medalha de prata  | Emmanuel Corvera | Estados Unidos | 1:31:30.86 |       |
| Medalha de bronze | Alejandro Chavez | Estados Unidos | 1:33:26.31 |       |

### Salto em altura
Final – 10 de agosto
| Posição           | Atleta            | Nacionalidade   | Resultado | Notas                 |
| ----------------- | ----------------- | --------------- | --------- | --------------------- |
| Medalha de ouro   | Ryan Ingraham     | Bahamas         | 2,28 m    | Recorde do campeonato |
| Medalha de prata  | Dakarai Hightower | Estados Unidos  | 2,10 m    |                       |
| Medalha de bronze | Domanique Missick | Turcas e Caicos | 2,00 m    |                       |
| 4                 | George Rivera     | Porto Rico      | 1,90 m    |                       |
| 5                 | Theron Niles      | Anguila         | 1,90 m    |                       |
| 6                 | JaCorian Duffield | Estados Unidos  | NH        |                       |

### Salto com vara
Final – 10 de agosto
| Posição           | Atleta                   | Nacionalidade  | Resultado | Notas |
| ----------------- | ------------------------ | -------------- | --------- | ----- |
| Medalha de ouro   | Jacob Blankenship        | Estados Unidos | 5,50 m    |       |
| Medalha de prata  | Chase Wolfle             | Estados Unidos | 5,20 m    |       |
| Medalha de bronze | Víctor Manuel Castillero | México         | 4,80 m    |       |
| 4                 | Joel Paris Castro        | Porto Rico     | 4,60 m    |       |

### Salto em comprimento
Final – 8 de agosto
| Posição           | Atleta                | Nacionalidade            | Resultado | Notas |
| ----------------- | --------------------- | ------------------------ | --------- | ----- |
| Medalha de ouro   | Braxton Drummond      | Estados Unidos           | 7,64 m    |       |
| Medalha de prata  | Devin Field           | Estados Unidos           | 7,51 m    |       |
| Medalha de bronze | Sedeekie Edie         | Jamaica                  | 7,41 m    |       |
| 4                 | Sendy Mercedes        | República Dominicana     | 7,38 m    |       |
| 5                 | Michane Ricketts      | Jamaica                  | 7,23 m    |       |
| 6                 | Irvin Basorio         | México                   | 7,18 m    |       |
| 7                 | Alfredo Smith         | Bahamas                  | 6,93 m    |       |
| 8                 | Jumonne Exeter        | São Vicente e Granadinas | 6,57 m    |       |
| 9                 | Ifeanyichukwu Otuonye | Turcas e Caicos          | 3,84 m    |       |
| 10                | Kyode Simmons         | Granada                  | FOUL      |       |

### Salto triplo
Final – 10 de agosto
| Posição           | Atleta               | Nacionalidade            | Resultado | Notas |
| ----------------- | -------------------- | ------------------------ | --------- | ----- |
| Medalha de ouro   | Eric Sloan           | Estados Unidos           | 16,20 m   |       |
| Medalha de prata  | Steve Waithe         | Trinidad e Tobago        | 15,94 m   |       |
| Medalha de bronze | Lathone Collie-Minns | Bahamas                  | 15,86 m   |       |
| 4                 | Matthew O'Neal       | Estados Unidos           | 15,70 m   |       |
| 5                 | Jumonne Exeter       | São Vicente e Granadinas | 15,12 m   |       |
| 6                 | Aubrey Allen         | Jamaica                  | 14,98 m   |       |
| 7                 | Kyode Simmons        | Granada                  | 14,54 m   |       |
| 8                 | Sendy Mercedes       | República Dominicana     | 14,43 m   |       |

### Arremesso de peso
Final – 10 de agosto
| Posição           | Atleta            | Nacionalidade            | Resultado | Notas |
| ----------------- | ----------------- | ------------------------ | --------- | ----- |
| Medalha de ouro   | Willy Irwin       | Estados Unidos           | 19,44 m   |       |
| Medalha de prata  | Darrell Hill      | Estados Unidos           | 18,85 m   |       |
| Medalha de bronze | Akeem Stewart     | Trinidad e Tobago        | 17,76 m   |       |
| 4                 | Sullivan Parker   | Canadá                   | 17,68 m   |       |
| 5                 | Eldred Henry      | Ilhas Virgens Britânicas | 16,98 m   |       |
| 6                 | Tristan Whitehall | Barbados                 | 16,36 m   |       |

### Lançamento de disco
Final – 8 de agosto
| Posição           | Atleta            | Nacionalidade            | Resultado | Notas                 |
| ----------------- | ----------------- | ------------------------ | --------- | --------------------- |
| Medalha de ouro   | Rodney Brown      | Estados Unidos           | 63,34 m   | Recorde do campeonato |
| Medalha de prata  | Tavis Bailey      | Estados Unidos           | 57,37 m   |                       |
| Medalha de bronze | Jordan Young      | Canadá                   | 53,42 m   |                       |
| 4                 | Eldred Henry      | Ilhas Virgens Britânicas | 52,15 m   |                       |
| 5                 | Kellon Alexis     | Granada                  | 51,09 m   |                       |
| 6                 | Tristan Whitehall | Barbados                 | 47,99 m   |                       |
| 7                 | Lindon Victor     | Granada                  | FOUL      |                       |

### Lançamento de martelo
Final – 10 de agosto
| Posição           | Atleta          | Nacionalidade  | Resultado | Notas |
| ----------------- | --------------- | -------------- | --------- | ----- |
| Medalha de ouro   | Diego del Real  | México         | 69,42 m   |       |
| Medalha de prata  | Matthias Tayala | Estados Unidos | 68,93 m   |       |
| Medalha de bronze | Adam Keenan     | Canadá         | 68,35 m   |       |
| 4                 | Gregory Skipper | Estados Unidos | 68,15 m   |       |
| 5                 | Jordan Young    | Canadá         | 62,24 m   |       |
| 6                 | Alexis Figueroa | Porto Rico     | 61,70 m   |       |
| 7                 | Kellon Alexis   | Granada        | 53,59 m   |       |

### Lançamento de dardo
Final – 9 de agosto
| Posição           | Atleta             | Nacionalidade  | Resultado | Notas |
| ----------------- | ------------------ | -------------- | --------- | ----- |
| Medalha de ouro   | Michael Shuey      | Estados Unidos | 76,02 m   |       |
| Medalha de prata  | David Ocampo       | México         | 75,28 m   |       |
| Medalha de bronze | Raymond Dykstra    | Canadá         | 73,63 m   |       |
| 4                 | Christopher Carper | Estados Unidos | 72,75 m   |       |
| 5                 | Evan Karakolis     | Canadá         | 66,78 m   |       |
| 6                 | Lindon Victor      | Granada        | 65,28 m   |       |

### Decatlo
Final
| Pos.              | Atleta       | Nacionalidade  | 100 m           | SD                | AP          | SA         | 400 m     | 110 m C/B       | AD          | SV         | LD          | 1500 m      | PG   | Notas                 |
| ----------------- | ------------ | -------------- | --------------- | ----------------- | ----------- | ---------- | --------- | --------------- | ----------- | ---------- | ----------- | ----------- | ---- | --------------------- |
| Medalha de ouro   | James Turner | Canadá         | 10.99 (0.1) 863 | 7,13 m (-0.7) 845 | 12,93 m 663 | 1,83 m 653 | 49.06 858 | 15.12 (0.1) 835 | 36,29 m 590 | 4,30 m 702 | 59,19 m 726 | 4:21:52 801 | 7536 | Recorde do campeonato |
| Medalha de prata  | Soloman Ijah | Estados Unidos | 11.38 (0.1) 778 | 6,22 m (0.8) 635  | 14,07 m 733 | 1,83 m 653 | 50.20 805 | 14.93 (0.1) 858 | 38,29 m 630 | 4,30 m 702 | 54,24 m 652 | 5:02:21 547 | 6993 |                       |
| Medalha de bronze | Kale Wolken  | Estados Unidos | 11.42 (0.1) 769 | 6,97 m (-0.5) 807 | 11,39 m 569 | NH 0       | DNF 0     | DNF (0.1) 0     | 31,34 m 491 | NH 0       | 40,13 m 444 | DNF 0       | 3080 |                       |

## Resultado feminino

### 100 metros
Final – 8 de agosto – Vento: +0.2 m/s
| Posição           | Atleta                 | Nacionalidade  | Tempo | Notas |
| ----------------- | ---------------------- | -------------- | ----- | ----- |
| Medalha de ouro   | Cierra White           | Estados Unidos | 11.32 |       |
| Medalha de prata  | Katie Wise             | Estados Unidos | 11.58 |       |
| Medalha de bronze | Shaina Harrison        | Canadá         | 11.70 |       |
| 4                 | Joy Spear Chief-Morris | Canadá         | 11.84 |       |
| 5                 | Iza Daniela Flores     | México         | 12.09 |       |
| 6                 | Sharolyn Joseph        | Costa Rica     | 12.09 |       |
| 7                 | Janelle Kelly          | Jamaica        | 12.10 |       |

### 200 metros
Final – 10 de agosto – Vento: +0.2 m/s
| Posição           | Atleta             | Nacionalidade            | Tempo | Notas |
| ----------------- | ------------------ | ------------------------ | ----- | ----- |
| Medalha de ouro   | Cierra White       | Estados Unidos           | 23.05 |       |
| Medalha de prata  | Allison Peter      | Ilhas Virgens Americanas | 23.47 |       |
| Medalha de bronze | Ashton Purvis      | Estados Unidos           | 23.86 |       |
| 4                 | Whitney Rowe       | Canadá                   | 23.97 |       |
| 5                 | Tameran Defreitas  | Canadá                   | 24.05 |       |
| 6                 | Iza Daniela Flores | México                   | 24.20 |       |
| 7                 | Sharolyn Joseph    | Costa Rica               | 24.50 |       |

### 400 metros
Final – 9 de agosto
| Posição           | Atleta              | Nacionalidade            | Tempo | Notas |
| ----------------- | ------------------- | ------------------------ | ----- | ----- |
| Medalha de ouro   | Allison Peter       | Ilhas Virgens Americanas | 51.92 |       |
| Medalha de prata  | Taylor Ellis-Watson | Estados Unidos           | 52.05 |       |
| Medalha de bronze | Brianna Nelson      | Estados Unidos           | 52.95 |       |
| 4                 | Grace Claxton       | Porto Rico               | 53.55 |       |
| 5                 | Rosalie Pringle     | São Cristóvão e Neves    | 56.68 |       |

### 800 metros
Final – 10 de agosto
| Posição           | Atleta          | Nacionalidade         | Tempo   | Notas                 |
| ----------------- | --------------- | --------------------- | ------- | --------------------- |
| Medalha de ouro   | Shelby Houlihan | Estados Unidos        | 2:03.00 | Recorde do campeonato |
| Medalha de prata  | Rachel Francois | Canadá                | 2:03.18 |                       |
| Medalha de bronze | Jenna Westaway  | Canadá                | 2:04.16 |                       |
| 4                 | Megan Malasarte | Estados Unidos        | 2:04.34 |                       |
| 5                 | Rosalie Pringle | São Cristóvão e Neves | 2:18.18 |                       |

### 1.500 metros
Final – 8 de agosto
| Posição           | Atleta          | Nacionalidade  | Tempo   | Notas                 |
| ----------------- | --------------- | -------------- | ------- | --------------------- |
| Medalha de ouro   | Jenna Westaway  | Canadá         | 4:15.52 | Recorde do campeonato |
| Medalha de prata  | Hillary Holt    | Estados Unidos | 4:17.82 |                       |
| Medalha de bronze | Carise Thompson | Canadá         | 4:22.02 |                       |

### 5.000 metros
Final – 10 de agosto
| Posição          | Atleta          | Nacionalidade  | Tempo    | Notas                 |
| ---------------- | --------------- | -------------- | -------- | --------------------- |
| Medalha de ouro  | Erin Finn       | Estados Unidos | 16:06.26 | Recorde do campeonato |
| Medalha de prata | Elisa Hernández | México         | 17:11.41 |                       |

### 10.000 metros
Final – 10 de agosto
| Posição          | Atleta       | Nacionalidade  | Tempo    | Notas |
| ---------------- | ------------ | -------------- | -------- | ----- |
| Medalha de ouro  | Margo Malone | Estados Unidos | 36:07.71 |       |
| Medalha de prata | Cindy Meza   | México         | 37:57.50 |       |

### 100 metros barreiras
Final – 9 de agosto – Vento: +2.2 m/s
| Posição           | Atleta             | Nacionalidade  | Tempo | Notas |
| ----------------- | ------------------ | -------------- | ----- | ----- |
| Medalha de ouro   | LeTristan Pledger  | Estados Unidos | 13.04 |       |
| Medalha de prata  | Megan Simmonds     | Jamaica        | 13.06 |       |
| Medalha de bronze | Ashlea Maddex      | Canadá         | 13.19 |       |
| 4                 | Chrisdale McCarthy | Jamaica        | 13.41 |       |
| 5                 | Natshalie Isaac    | Porto Rico     | 14.09 |       |
| 6                 | Michelle Young     | Canadá         | DNF   |       |

### 400 metros barreiras
Final – 10 de agosto
| Posição           | Atleta            | Nacionalidade  | Tempo   | Notas |
| ----------------- | ----------------- | -------------- | ------- | ----- |
| Medalha de ouro   | Kiah Seymour      | Estados Unidos | 56.35   |       |
| Medalha de prata  | Tyler Brockington | Estados Unidos | 58.29   |       |
| Medalha de bronze | Rushell Clayton   | Jamaica        | 1:03.68 |       |
| 4                 | Katrina Seymour   | Bahamas        | DNF     |       |

### 3.000 metros com obstáculos
Final – 9 de agosto
| Posição           | Atleta             | Nacionalidade  | Tempo    | Notas                 |
| ----------------- | ------------------ | -------------- | -------- | --------------------- |
| Medalha de ouro   | Rachel Johnson     | Estados Unidos | 9:46.79  | Recorde do campeonato |
| Medalha de prata  | Maria Bernard      | Canadá         | 9:55.69  |                       |
| Medalha de bronze | Julie-Anne Staehli | Canadá         | 10:04.99 |                       |
| 4                 | Courtney Frerichs  | Estados Unidos | 10:10.51 |                       |
| 5                 | Ashley Laureano    | Porto Rico     | 11:30.46 |                       |

### Revezamento 4x100 m
Final – 9 de agosto
| Posição           | Nacionalidade  | Atletas                                                               | Tempo | Notas |
| ----------------- | -------------- | --------------------------------------------------------------------- | ----- | ----- |
| Medalha de ouro   | Estados Unidos | Cierra White Katie Wise Ebony Eutsey Octavis Freeman                  | 43.89 |       |
| Medalha de prata  | Canadá         | Whitney Rowe Joy Spear Chief-Morris Tameran Defreitas Shaina Harrison | 45.19 |       |
| Medalha de bronze | Jamaica        | Rushell Clayton Janelle Kelly Chrisdale McCarthy Megan Simmonds       | 45.90 |       |

### Revezamento 4x400 m
Final – 10 de agosto
| Posição          | Nacionalidade  | Atletas                                                         | Tempo   | Notas |
| ---------------- | -------------- | --------------------------------------------------------------- | ------- | ----- |
| Medalha de ouro  | Estados Unidos | Kiara Porter Taylor Ellis-Watson Brianna Nelson Kala Funderburk | 3:35.79 |       |
| Medalha de prata | Canadá         | Tameran Defreitas Jenna Westaway Ashlea Maddex Whitney Rowe     | 3:53.16 |       |

### 10 km marcha atlética
Final – 8 de agosto
| Posição          | Atleta            | Nacionalidade        | Tempo    | Notas |
| ---------------- | ----------------- | -------------------- | -------- | ----- |
| Medalha de ouro  | Andreina Gonzales | República Dominicana | 52:12.40 |       |
| Medalha de prata | Molly Josephs     | Estados Unidos       | 55:48.23 |       |

### Salto em altura
Final – 8 de agosto
| Posição           | Atleta              | Nacionalidade     | Resultado | Notas |
| ----------------- | ------------------- | ----------------- | --------- | ----- |
| Medalha de ouro   | Alyxandria Treasure | Canadá            | 1,85 m    |       |
| Medalha de prata  | Shanay Briscoe      | Estados Unidos    | 1,76 m    |       |
| Medalha de bronze | Rebecca Haworth     | Canadá            | 1,76 m    |       |
| 4                 | Deandra Daniel      | Trinidad e Tobago | 1,73 m    |       |
| 5                 | Ronea Saunders      | Estados Unidos    | 1,73 m    |       |

### Salto com vara
Final – 9 de agosto
| Posição           | Atleta            | Nacionalidade  | Resultado | Notas                 |
| ----------------- | ----------------- | -------------- | --------- | --------------------- |
| Medalha de ouro   | Sandi Morris      | Estados Unidos | 4,40 m    | Recorde do campeonato |
| Medalha de prata  | Robin Bone        | Canadá         | 3,80 m    |                       |
| Medalha de bronze | Tiziana Ruiz      | México         | 3,75 m    |                       |
| 4                 | Kaitlin Petrillos | Estados Unidos | NH        |                       |

### Salto em comprimento
Final – 10 de agosto
| Posição          | Atleta            | Nacionalidade  | Resultado | Notas |
| ---------------- | ----------------- | -------------- | --------- | ----- |
| Medalha de ouro  | Shakeela Saunders | Estados Unidos | 6,40 m    |       |
| Medalha de prata | Sydney Conley     | Estados Unidos | 5,98 m    |       |

### Salto triplo
Final – 9 de agosto
| Posição           | Atleta              | Nacionalidade  | Resultado | Notas |
| ----------------- | ------------------- | -------------- | --------- | ----- |
| Medalha de ouro   | Tori Franklin       | Estados Unidos | 13,42 m   |       |
| Medalha de prata  | Ivonne Rangel       | México         | 13,19 m   |       |
| Medalha de bronze | Ellie Ewere         | Estados Unidos | 12,80 m   |       |
| 4                 | Allison Outerbridge | Bermudas       | FOUL      |       |

### Arremesso de peso
Final – 9 de agosto

| Posição           | Atleta                | Nacionalidade  | Resultado | Notas |
| ----------------- | --------------------- | -------------- | --------- | ----- |
| Medalha de ouro   | Kelsey Card           | Estados Unidos | 17,32 m   |       |
| Medalha de prata  | Christina Hillman     | Estados Unidos | 17,25 m   |       |
| Medalha de bronze | Brittany Crew         | Canadá         | 16,59 m   |       |
| 4                 | Alex Porlier Langlois | Canadá         | 15,21 m   |       |

### Lançamento de disco
Final – 8 de agosto

| Posição           | Atleta                | Nacionalidade  | Resultado | Notas |
| ----------------- | --------------------- | -------------- | --------- | ----- |
| Medalha de ouro   | Kelsey Card           | Estados Unidos | 53,82 m   |       |
| Medalha de prata  | Alex Collatz          | Estados Unidos | 53,20 m   |       |
| Medalha de bronze | Brittany Crew         | Canadá         | 49,64 m   |       |
| 4                 | Alex Porlier Langlois | Canadá         | 46,77 m   |       |

### Lançamento de martelo
Final – 8 de agosto

| Posição           | Atleta          | Nacionalidade  | Resultado | Notas |
| ----------------- | --------------- | -------------- | --------- | ----- |
| Medalha de ouro   | Brooke Pleger   | Estados Unidos | 64,60 m   |       |
| Medalha de prata  | Jillian Weir    | Canadá         | 63,85 m   |       |
| Medalha de bronze | Brittany Funk   | Estados Unidos | 60,99 m   |       |
| 4                 | Kayla Gallagher | Canadá         | 56,22 m   |       |
| 5                 | Keishla Luna    | Porto Rico     | 56,02 m   |       |

### Lançamento de dardo
Final – 10 de agosto

| Posição          | Atleta        | Nacionalidade  | Resultado | Notas |
| ---------------- | ------------- | -------------- | --------- | ----- |
| Medalha de ouro  | Fawn Miller   | Estados Unidos | 54,90 m   |       |
| Medalha de prata | Hannah Carson | Estados Unidos | 51,96 m   |       |

### Heptatlo
Final – 10 de agosto
| Colocação         | Atleta                 | Nacionalidade        | 100 m C/B        | SA         | AP          | 200 m           | SD                | LD          | 800 m       | Total | Notas |
| ----------------- | ---------------------- | -------------------- | ---------------- | ---------- | ----------- | --------------- | ----------------- | ----------- | ----------- | ----- | ----- |
| Medalha de ouro   | Nicole Oudenaarden     | Canadá               | 14.47 (2.4) 913  | 1,68 m 830 | 12,94 m 723 | 25.36 (1.3) 854 | 5,71 m (-0.3) 762 | 48,90 m 839 | 2:23:89 771 | 5692  |       |
| Medalha de prata  | Milagros Montes de Oca | República Dominicana | 14.02 (2.4) 976  | 1,62 m 759 | 11,62 m 636 | 25.36 (1.3) 854 | 5,48 m (1.4) 694  | 43,03 m 726 | 2:21:29 806 | 5451  |       |
| Medalha de bronze | Quintunya Chapman      | Estados Unidos       | 13.81 (2.4) 1005 | 1,56 m 689 | 13,06 m 731 | 24.50 (1.3) 933 | 5,62 m (0.4) 735  | 28,43 m 447 | 2:22:31 792 | 5332  |       |
| 4                 | Rachel Machin          | Canadá               | 14.21 (2.4) 949  | 1,80 m 978 | 10,79 m 581 | 26.79 (1.3) 729 | 5,64 m (-0.1) 741 | 35,16 m 575 | 2:27:80 721 | 5274  |       |
| 5                 | Brittany Howell        | Estados Unidos       | 13.81 (2.4) 1005 | 1,71 m 867 | 11,53 m 630 | 25.29 (1.3) 860 | 5,67 m (0.4) 750  | 26,08 m 403 | 2:29:14 704 | 5219  |       |

Legenda
| Recorde mundial       | Recorde mundial (World record)               |                       | Recorde africano                      | Recorde africano (African) |                                           | Q | Classificado por posição (Qualified) |
| Recorde do campeonato | Recorde do campeonato (Championship record)  | Recorde da América    | Recorde da América (Americas)         | q                          | Classificado por melhor tempo (Qualified) |   |                                      |
| Melhor marca do ano   | Melhor marca do ano (World leading)          | Recorde asiático      | Recorde asiático (Asian)              | DNS                        | Não largou (Did not start)                |   |                                      |
| Recorde nacional      | Recorde nacional (National record)           | Recorde europeu       | Recorde europeu (European)            | DNF                        | Não terminou (Did not finish)             |   |                                      |
| Recorde pessoal       | Recorde pessoal do atleta (Personal best)    | Recorde da Oceania    | Recorde da Oceania (Oceania)          | DSQ / DQ                   | Desclassificado (Disqualified)            |   |                                      |
| Recorde da temporada  | Recorde da temporada do atleta (Season best) | Recorde sul-americano | Recorde sul-americano (South America) | NM                         | Sem marca (No mark)                       |   |                                      |